# Pierre Quinon
Pierre Quinon (20. února 1962 Lyon – 17. srpna 2011 Hyères) byl francouzský sportovec, atlet, který se v roce 1984 stal v Los Angeles olympijským vítězem ve skoku o tyči. V témže roce vybojoval také stříbrnou medaili na halovém mistrovství Evropy v Göteborgu.
V roce 1981 se stal v nizozemském Utrechtu juniorským vicemistrem Evropy, když prohrál pouze s československým tyčkařem Františkem Jansou. Na Mistrovství Evropy v atletice 1982 v Athénách obsadil ve finále 12. místo. 28. srpna 1983 vytvořil v Kolíně nad Rýnem výkonem 582 cm nový světový rekord. Jeho rekord však vydržel na prvním místě historických tabulek jen čtyři dny, když 1. září 1983 zdolal jeho krajan Thierry Vigneron v Římě 583 cm.
Ve věku 49 let spáchal sebevraždu.

## Osobní rekordy
- hala – 572 cm – 1986
- venku – 590 cm – 16. července 1985, Nice